# 878 Mildred
878 Mildred eller A916 RC är en asteroid i huvudbältet, som upptäcktes 6 september 1916 av de amerikanska astronomerna Seth Barnes Nicholson och Harlow Shapley vid Mount Wilson-observatoriet. Den har fått sitt namn efter Harlow Shapley dotter Mildred Shapley Matthews.
Asteroiden har en diameter på ungefär 2 kilometer och den tillhör asteroidgruppen Nysa.